# Старий південний цвинтар
Старий південний цвинтар (нім. Alter Südfriedhof) — історичний некрополь у Мюнхені, на якому поховано багато відомих осіб.

## Розташування
Старий південний цвинтар розташований у Мюнхенському районі Людвіґфорштадт-Ізарфорштадт, приблизно за 500 метрів на південь від старого міста та його південної Зендлінґзької брами.
Нині цвинтар не діє й використовується як міський парк та музей просто неба.

## Історія
Старий південний цвинтар заснований у 1563 році герцогом Баварії Альбрехтом V як цвинтар для померлих від чуми. Під час епідемії чуми 1563 року цвинтарі всередині міської стіни виявилися переповнені та виникла потреба відкрити новий цвинтар за міськими стінами. Герцог Альбрехт V наказав створити цвинтар на південь від міських стін.

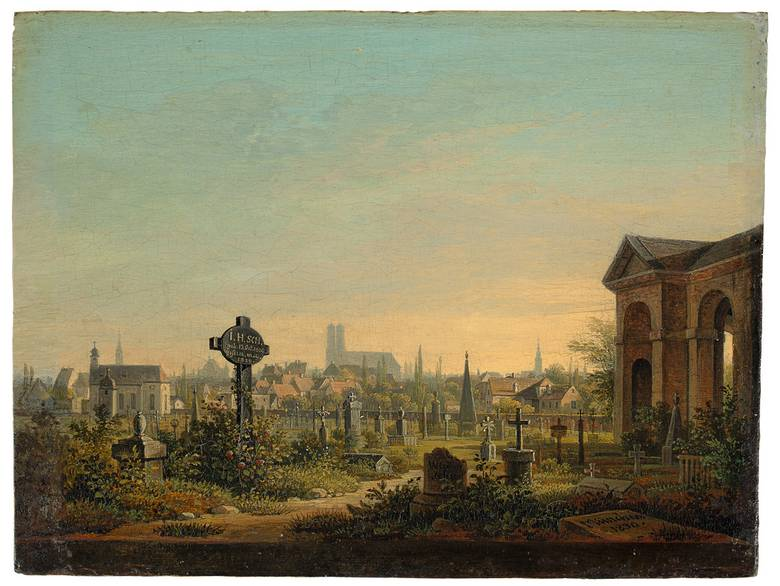
Старий південний цвинтар. 1830 рік

Під час Тридцятилітньої війни стіни та інші кам'яні споруди цвинтаря були знесені через побоювання, що шведи зможуть використовувати їх як укріплення.
До 1788 року цвинтар призначався винятково для незаможної частини населення міста. Люди заможні ховали своїх родичів на цвинтарях, що були всередині міських стін. У 1788 році вийшов декрет, що забороняв цвинтарі всередині міських стін, після чого всі поховання всередині міста були перенесені на Старий південний цвинтар та перепоховані в братські могили. З 1788 по 1868 рік цвинтар було єдиним некрополем у Мюнхені.
У 1844 році цвинтар був розширений на південь, архітектор Фрідріх фон Ґертнер побудував нову частину квадратної форми в італійському стилі.
Оскільки в місті були побудовані або планувалися для будівництва нові великі цвинтарі, у 1898 році магістрат Мюнхена ухвалив рішення поетапно завершити використання Старого південного цвинтаря. 1 січня 1944 року цвинтар закрили через великі руйнування в ході бойових дій, і більше цвинтар не використовувався.
Після війни на цвинтарі відновили тільки 5000 пам'ятників з 21 000. На деяких пам'ятниках все ще видно сліди бойових дій.

## Світлини

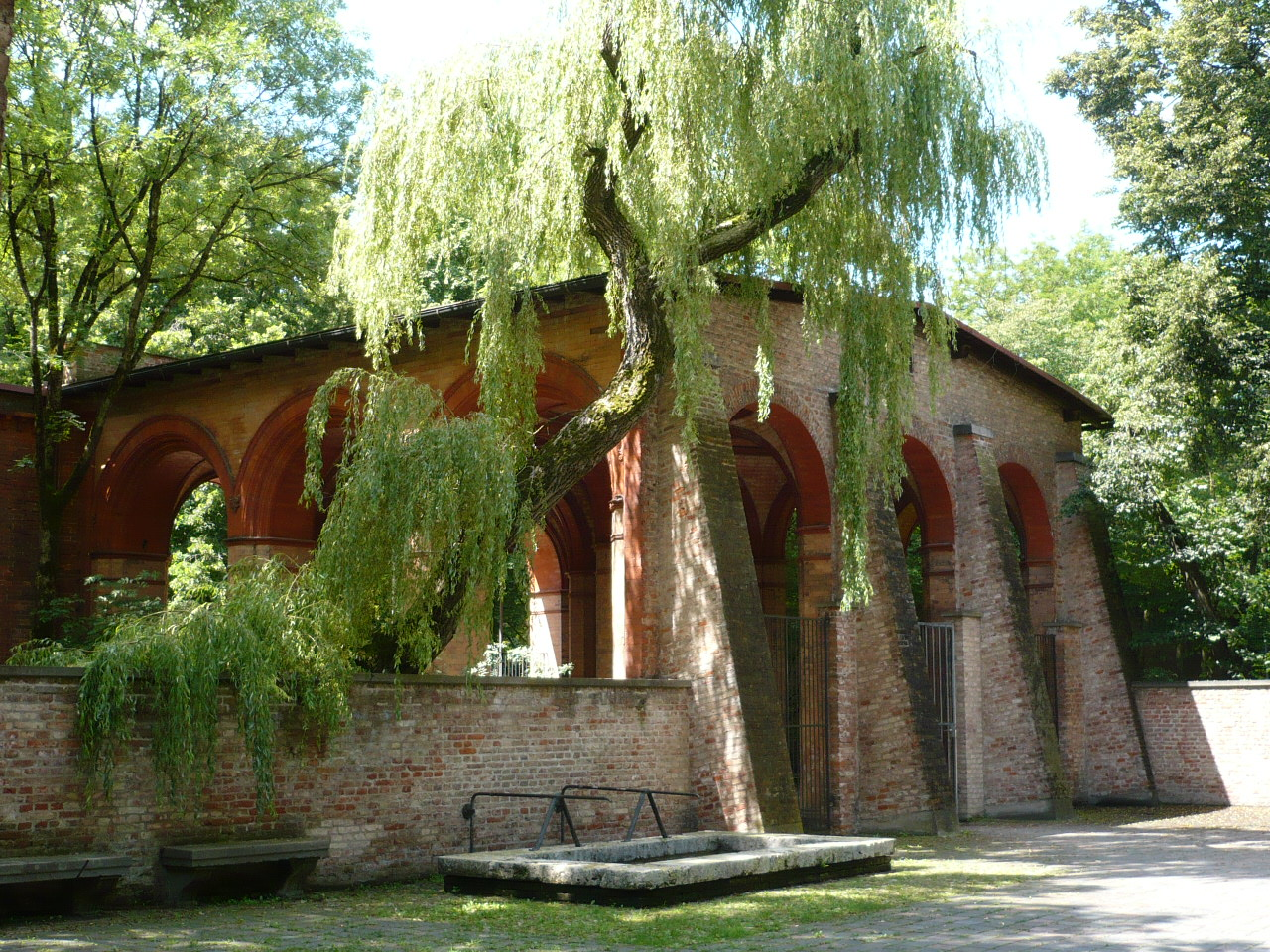
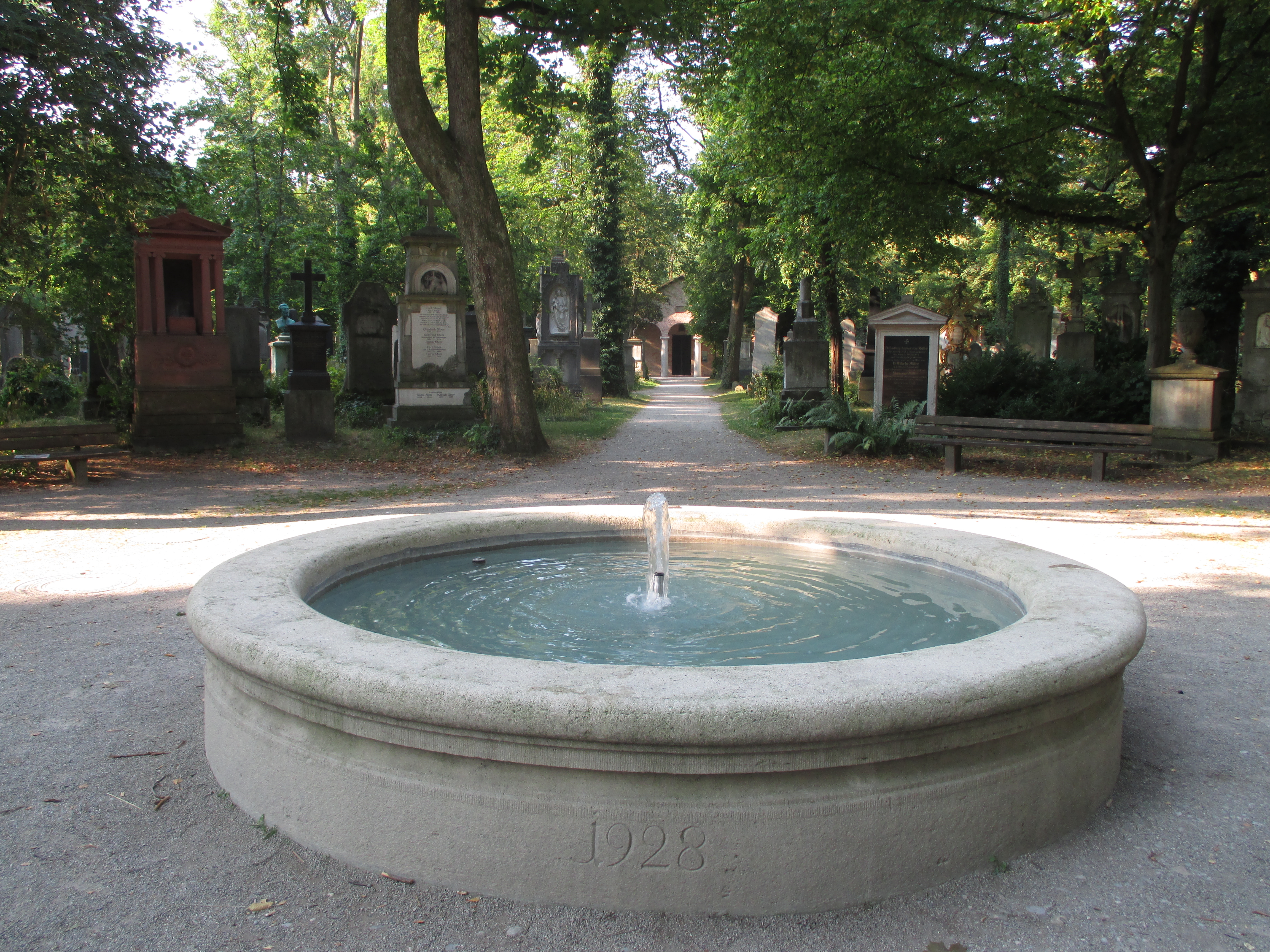
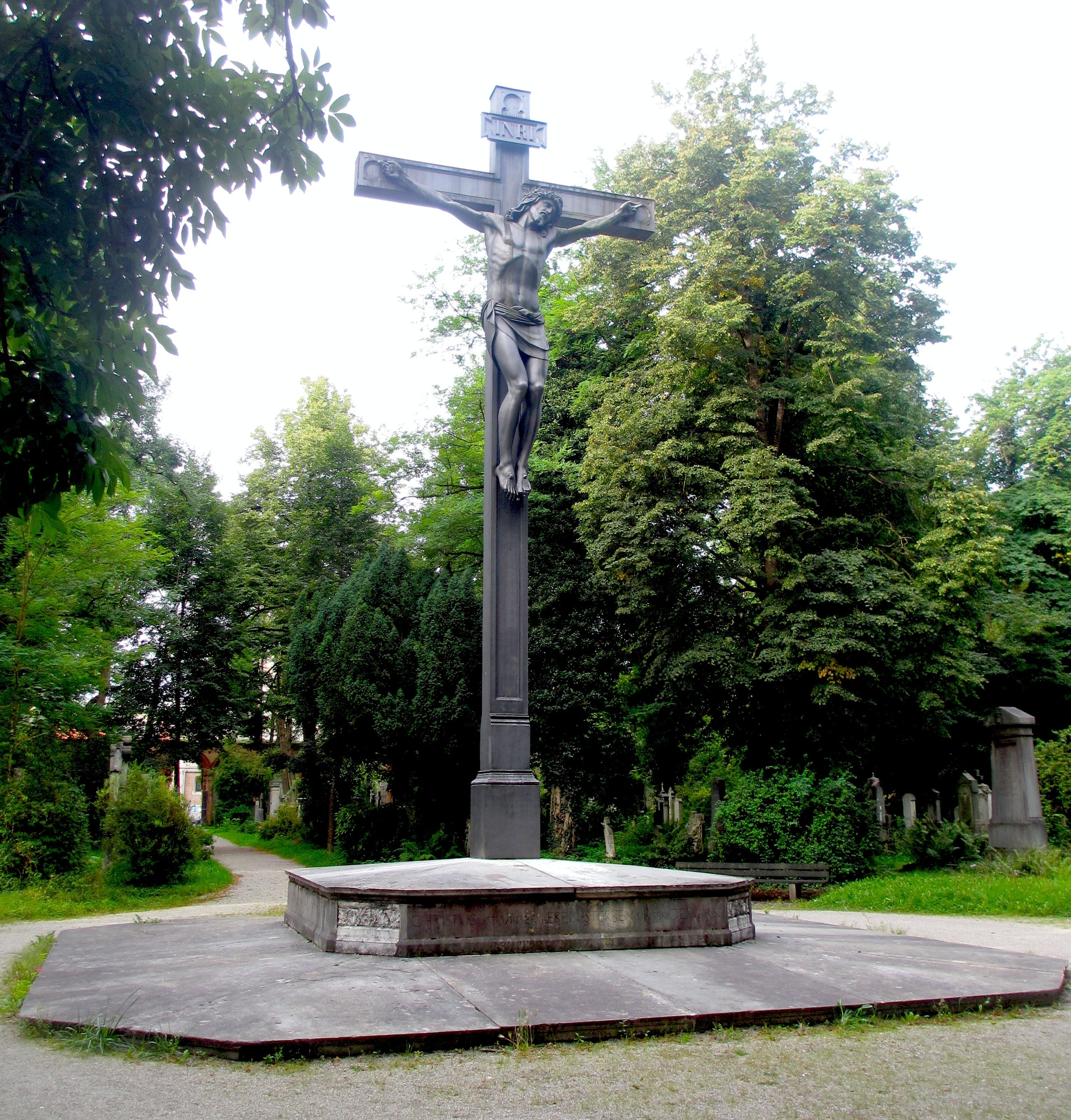
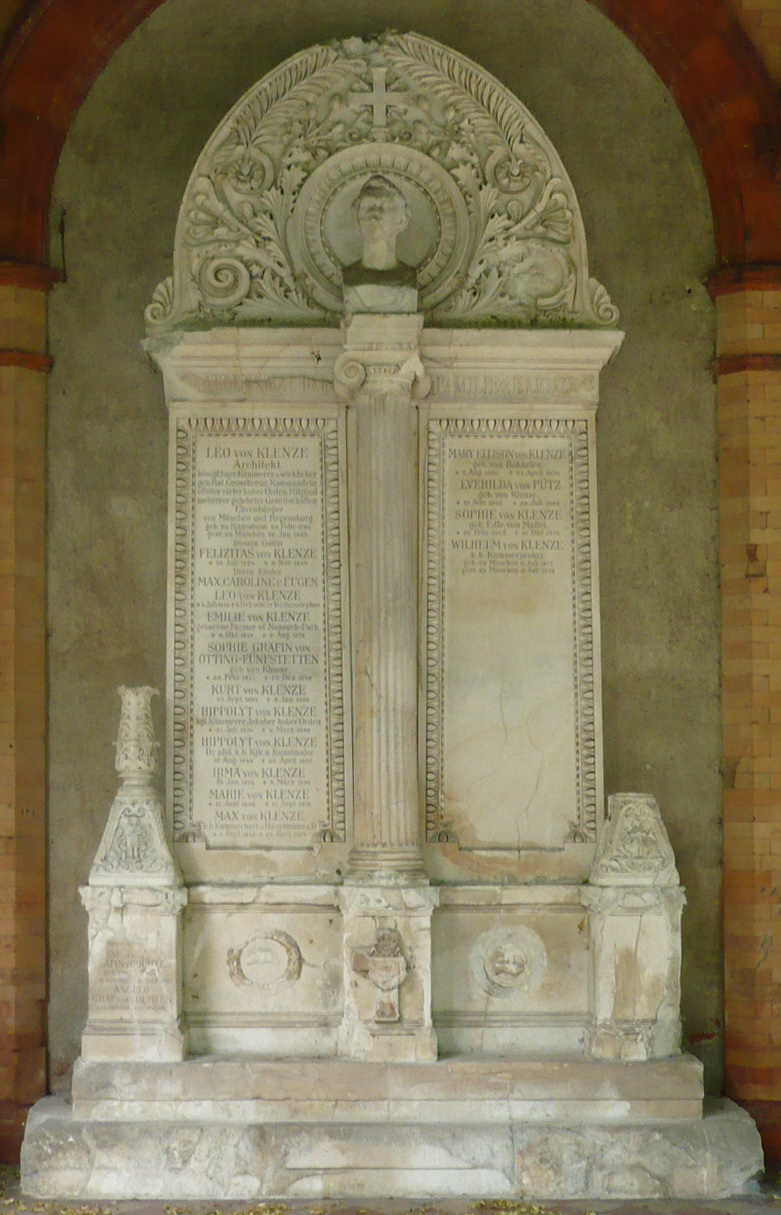

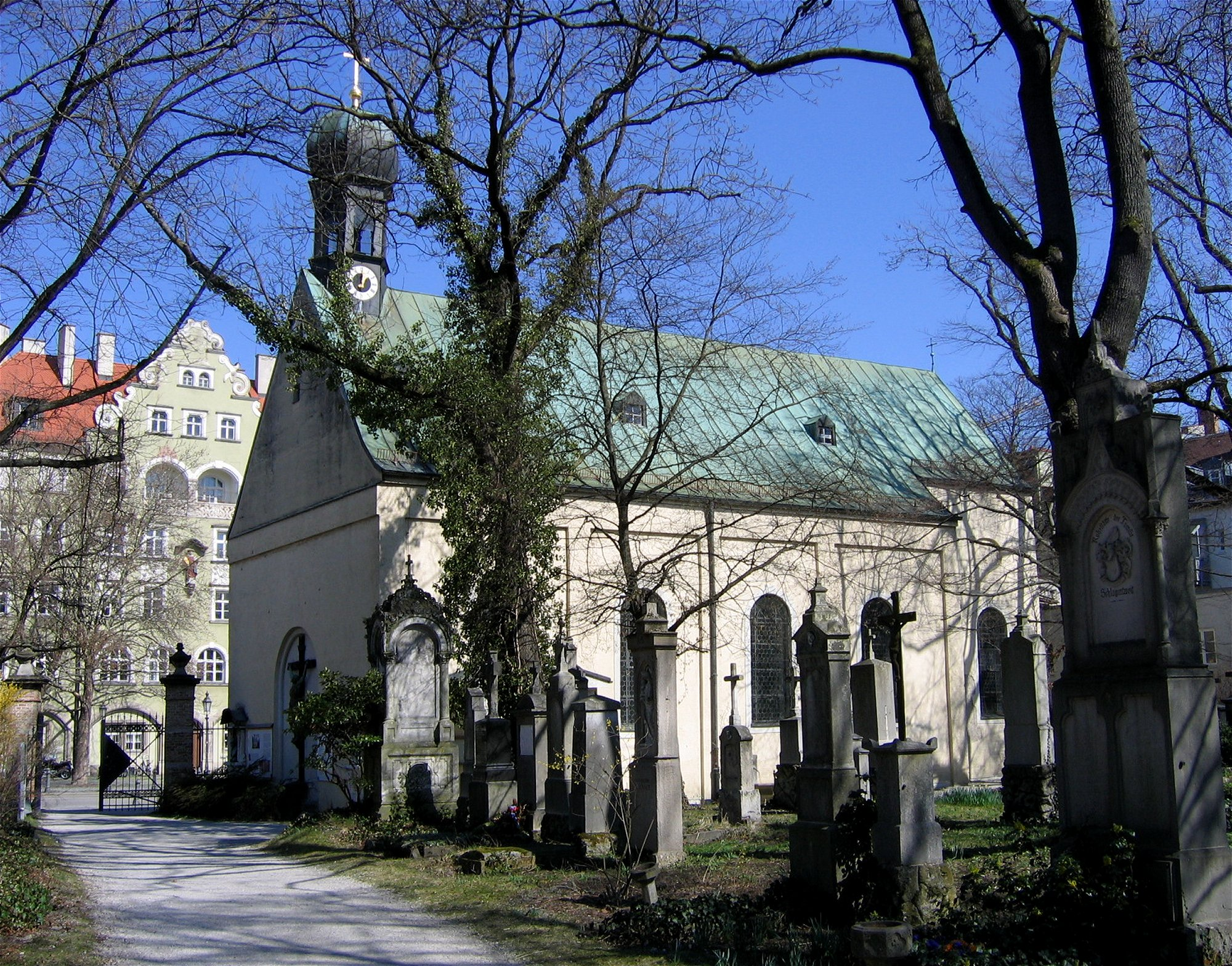
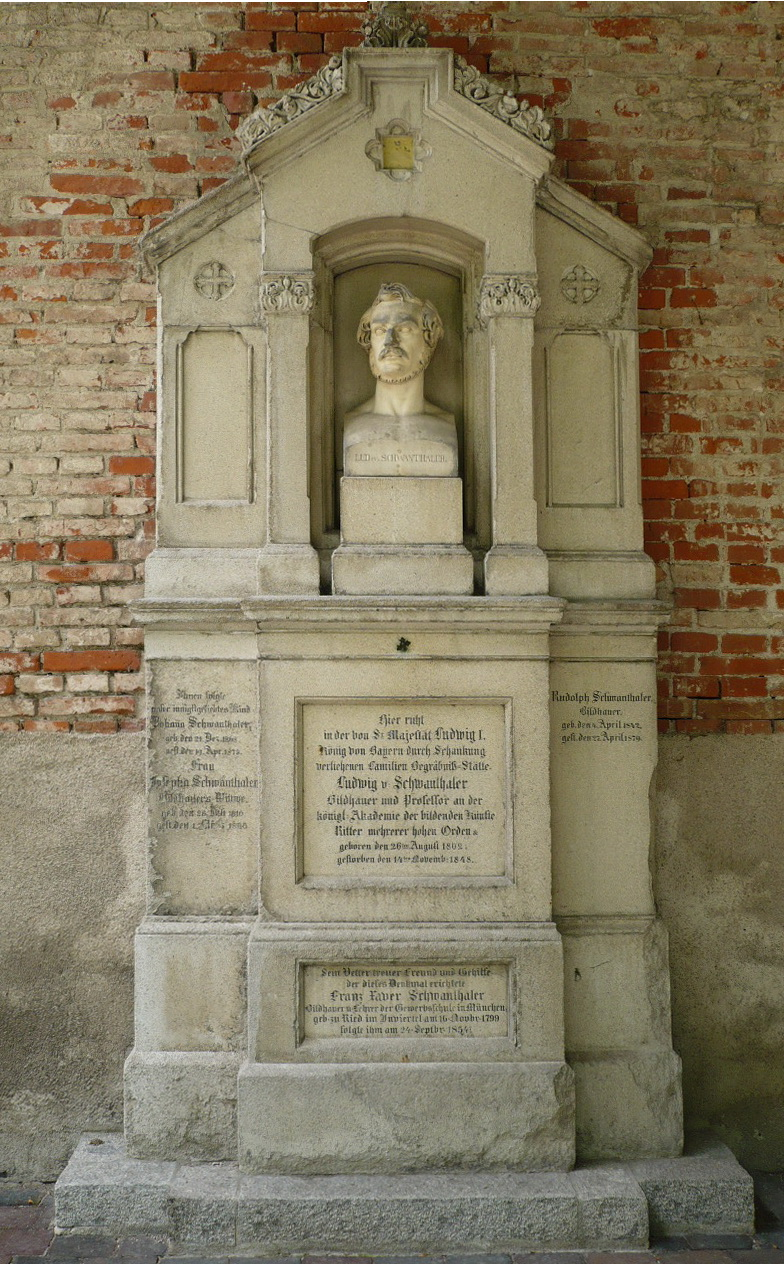
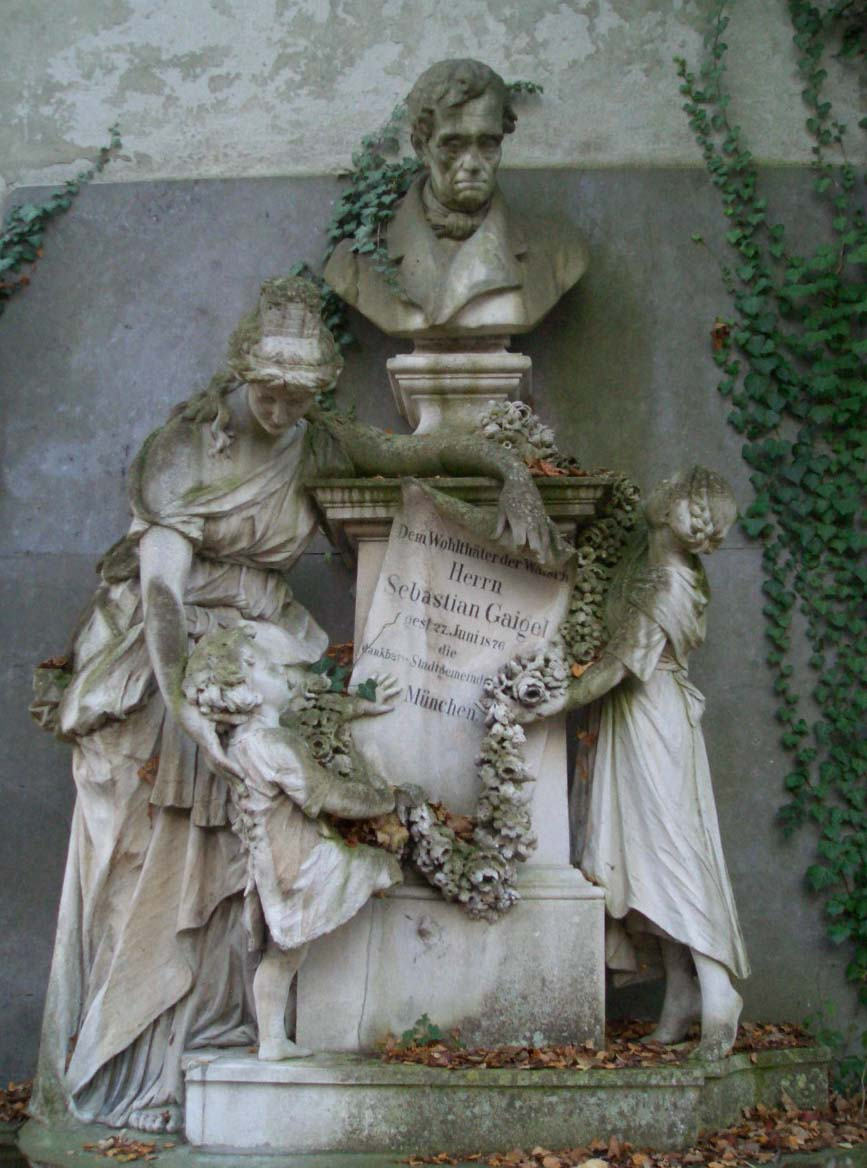
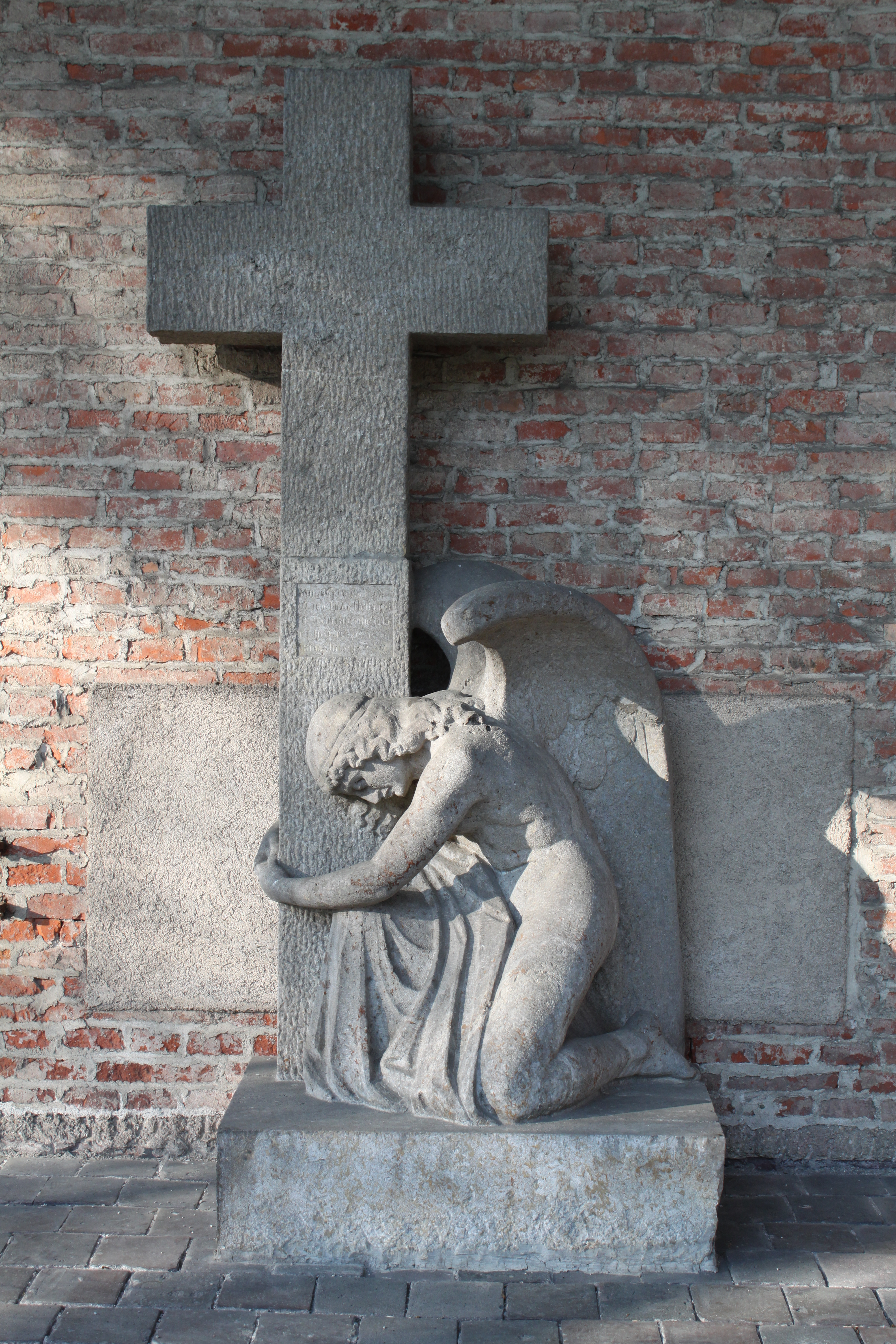

## Відомі особи, поховані на цвинтарі
- Герман Аншюц
- Герман фон Каульбах
- Франц Ґруйтуйзен
- Ігнац Делінґер
- Рудольф фон Зейтц
- Філіпп Франц фон Зібольд
- Карл Шпіцвеґ
- Алоїс Зенефельдер
- Йоганн Йозеф Ґеррес
- Лео фон Кленце
- Фердинанд Пілоті
- Юстус фон Лібіх
- Габріель фон Макс
- Карл Фрідріх Філіпп фон Марціус
- Моріц фон Швінд
- Георг Симон Ом
- Карл Теодор фон Пілоті
- Фердинанд фон Пілоті
- Георг Фрідріх фон Райхенбах
- Йоганн Баптист фон Спікс
- Фрідріх Тідеман
- Йозеф фон Фраунгофер